# Верхній Теребежів
Верхній Теребежів (біл. Верхні Церабяжоў) — агромістечко в Білорусі, у Столинському районі Берестейської області. Орган місцевого самоврядування — Річицька сільська рада.

## Географія
Розташоване за 4 км від білорусько-українського кордону.

## Історія
Теребежів Верхній входив до зони активності УПА. 23 січня 1943 року в селі відбувся бій між німецьким загоном та повстанською групою Олексія Ярошевича. 23 березня 1943 року німці знищили в селі відділ ОУН, яку очолював місцевий староста Олексій Ярошевич.

## Населення
За переписом населення Білорусі 2009 року чисельність населення села становило 666 осіб.